# Związek Chrześcijańsko-Demokratyczny (Łotwa)
Związek Chrześcijańsko-Demokratyczny (łot. Kristīgi demokrātiskā savienība, KDS) – łotewskie ugrupowanie o profilu chrześcijańsko-demokratycznym. 

## Historia
Partia brała udział w wyborach do Sejmu V kadencji w 1993, uzyskując 5% głosów i 6 mandatów w Sejmie. W kolejnych wyborach startowała ze wspólnych list z Łotewskim Związkiem Rolników (1995; 1998), Pierwszą Partią Łotwy (2002) i Łotewską Socjaldemokratyczną Partią Robotniczą (2006). W 2010 partia rozważała współpracę z blokiem politycznym Jedność. W wyborach do Sejmu X kadencji w 2010 uzyskała 0,36% głosów i nie przekroczyła bariery uprawniającej do udziału w podziale mandatów. 
W wyborach do Parlamentu Europejskiego w 2004 uzyskała 0,41% głosów, a pięć lat później – 0,30%. W wyborach samorządowych 2009 partia startowała samodzielnie (Ryga), w koalicji z Łotewskim Związkiem Rolników i LPP/LC (Jurmała) oraz Związkiem Obywatelskim (Lipawa).

## Program
Partia nawiązuje do chrześcijańskiego systemu wartości opartego na Dekalogu. W sferze gospodarczej opowiada się za likwidacją korupcji, zmniejszeniem podatków, rozwojem przedsiębiorczości oraz rolnictwa, a także poprawą infrastruktury. 

## Władze
Na czele ugrupowania stoi Māra Viktorija Zilgalve, jej zastępcą jest Dainis Jansons.